# Sociedad de Santa Brígida
La Sociedad de Santa Brígida (oficialmente en latín: Societas Sanctæ Birgittæ) es una organización religiosa luterana de la iglesia alta para sacerdotes y laicos, hombres y mujeres, en el seno de la Iglesia de Suecia. A los miembros de este instituto se les conoce como brigidinos y posponen a sus nombres las siglas S.S.B.

## Historia

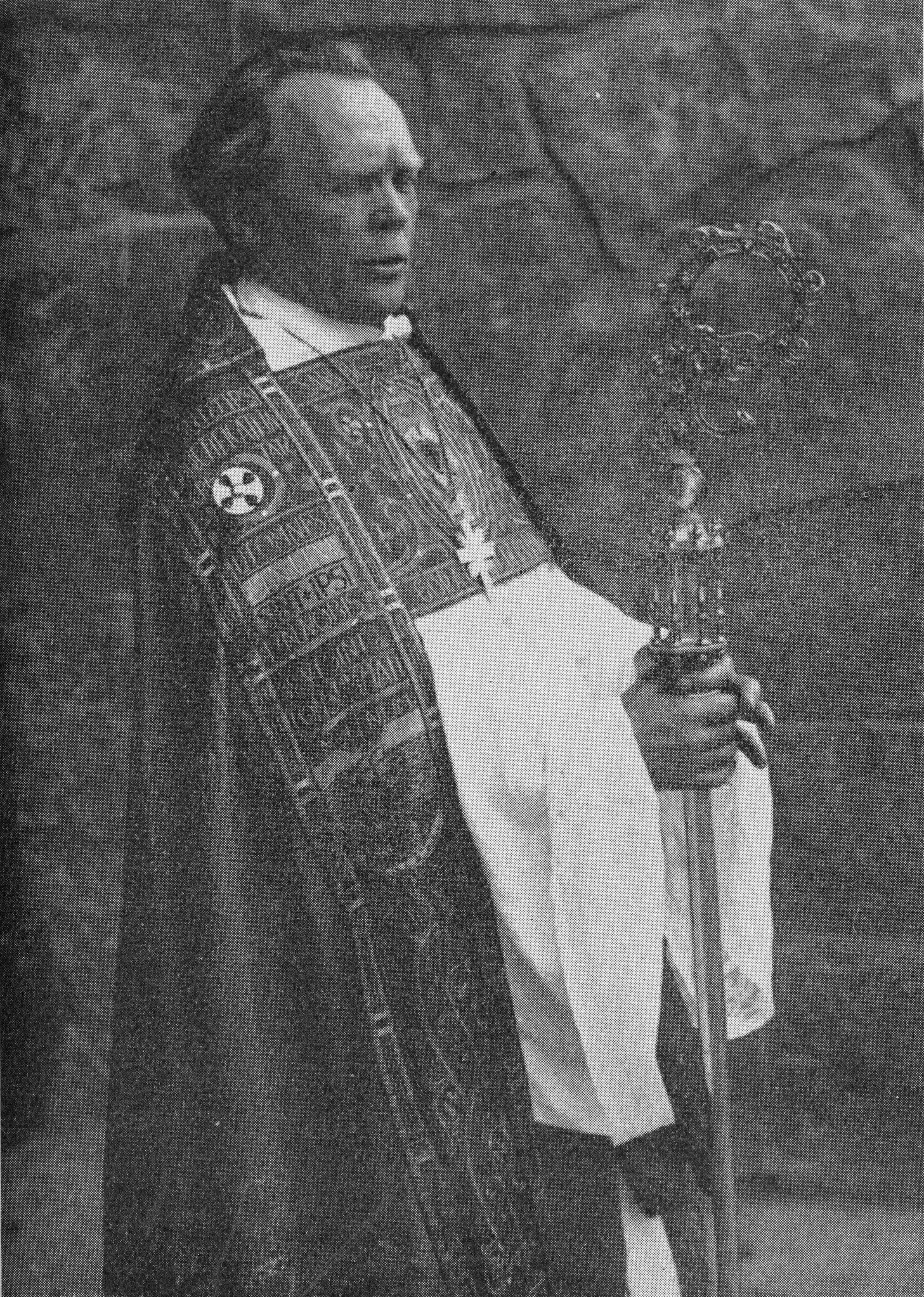
Nathan Soderblom, arzobispo de Upsala y premio nobel de la paz, es el fundador de la Sociedad de Santa Brígida en el seno de la Iglesia de Suecia.

La Societas Sanctæ Birgittæ fue fundada en 1920, en un tiempo de declinación litúrgica y teológica en el seno de la Iglesia de Suecia, influenciada por el anglo catolicismo, hacia formas más ceremoniales de la celebración de la Misa. La iniciativa de la fundación fue del arzobispo de Upsala, Nathan Söderblom, quien luego de haber conocido a la Cofradía de Santa Brígida de la Iglesia anglicana, dio inicio a la rama luterana.
La primera superiora de la compañía fue la condesa Maria von Rosen, quien ocupó el cargo de 1920 a 1964.

## Organización
La Sociedad de Santa Brígida es un instituto luterano centralizado, cuyo órgano de gobierno principal es el Capítulo General. Dicha reunión se celebra todos los años en la localidad de Vadstena, durante una semana, durante la concurrencia de la fiesta de santa Brígida. En él se escogen los representantes de la sociedad a nivel internacional: un padre confesor, de entre los hombres, y una superiora general de entre las mujeres. Las comunidades son visitadas por un delegado (visitador) episcopal.
La Sociedad de Santa Brígida tiene como objetivo restablecer la práctica de la comunión, la confesión privada, la oración litúrgica y la labor pastoral, tanto en los miembros individuales de la iglesia como en las parroquias, a través de la predicación y la enseñanza de las Sagradas Escrituras y el Credo de la Iglesia. Los brigidinos luteranos reverencian la memoria de santa Brígida de Suecia, a quien consideran madre y fundadora. Tienen buenas relaciones con sus homónimos de las iglesias católica y anglicana.
Los brigidinos luteranos son unos 200 y se encuentran principalmente en Suecia, aunque también los hay en Finlandia, Dinamarca, Inglaterra y Estados Unidos.